# Salón de los independientes en París

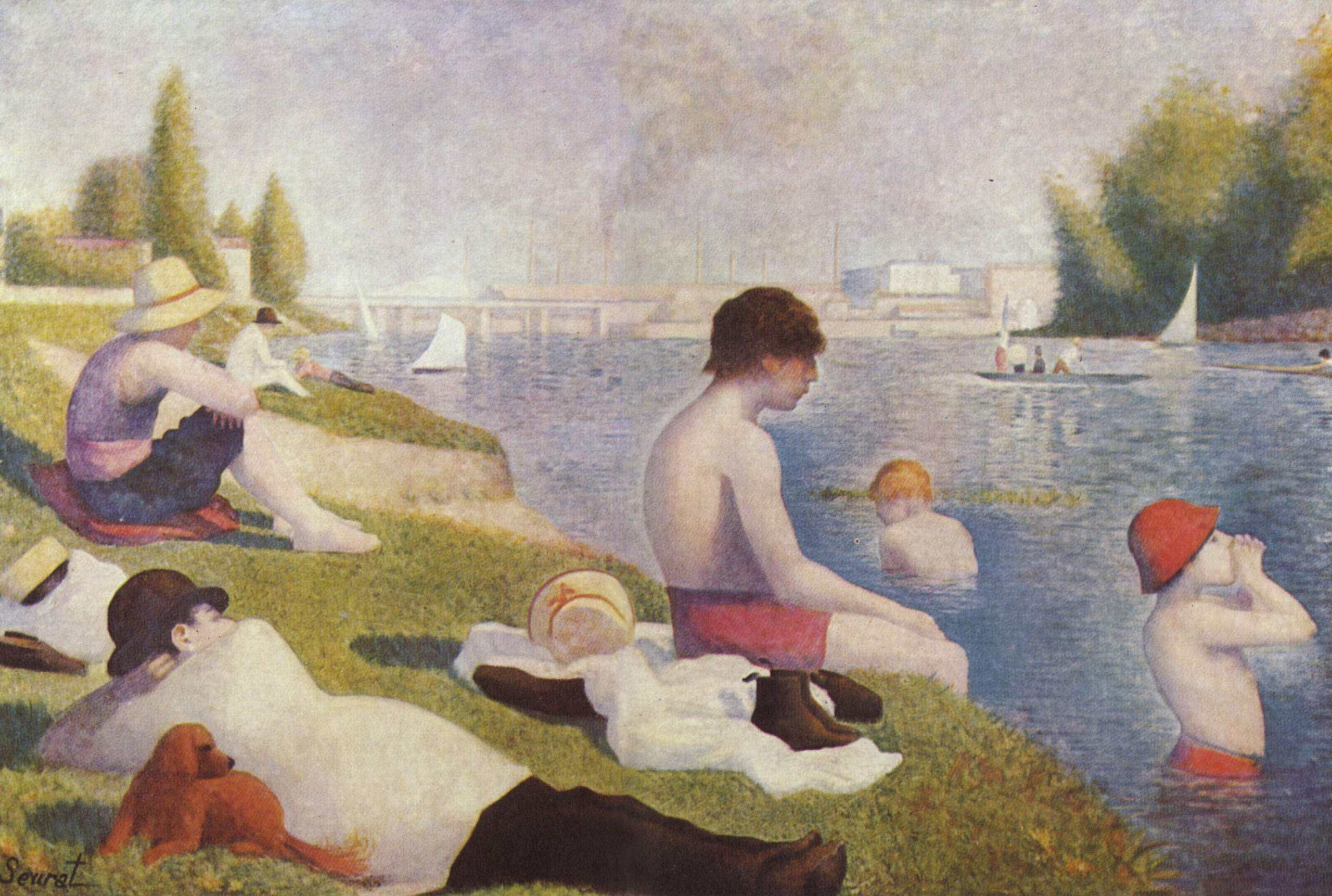
Georges Seurat, Un baño en Asnieres, 1883-4 (pintura mostrada en el 1er Salón)

El Salón de los independientes es una exposición de arte que se mantiene cada año en París desde 1884 cuya vocación es reunir las obras de los artistas que reivindican una cierta independencia en su arte a fin de presentarlas al gran público. El acontecimiento está caracterizado por la ausencia de jurado y de recompensas monetarias, pero incluye sin embargo un comité de admisión. Desde su inicio, el Salón ha sido organizado, patrocinado y promovido por la Sociedad de artistas independientes de París.

## Datos históricos
El Salón fue creado en 1884 en París por artistas que deseaban exponer libremente sus obras y liberarse de la influencia de todo jurado. Un primer salón está organizado en mayo por el "grupo de los independientes" con uno cierto éxito público y crítico. El pintor Dubois-Pillet obtuvo un local, en la calle de las  Tullerias pero la organización se reveló desordenada. Varios centenares de artistas participaron, entre los cuales  Seurat, Angrand, Redon, Cross, Signac, pero también muchos pintores mediocres. La gestión errática de la caja puso un término para este primer Salón que fue liquidado financieramente. Una cuarentena de artistas se reunieron entonces bajo la presidencia de Odilon Redon y tuvieron una primera asamblea el 31 de mayo de 1884 en la sala Montesquieu,  con el fin de crear una nueva sociedad, más viable. Entre los miembros fundadores, estuvieron Georges Seurat, Paul Signac, Henri-Edmond Cross, Albert Dubois-Pillet y Charles Angrand.
La Sociedad se constituyó el 11 de junio de 1884 y el 14 del mismo mes se publicaron los estatutos. Se integró un comité de once miembros electos en asamblea el 29 de julio, presidido por Alfred André Guinard.
La Société des artistes indépendants fue establecida bajo un régimen legal el 4 de diciembre de 1903 ; está reconocida como sociedad de utilidad pública desde el 30 de marzo de 1923.
El primer presidente de la Sociedad de los artistas independientes fue Alfred André Guinard (1884-1885). Entre los antiguos presidentes estuvieron Robert Yan, Paul Signac y Maximilien Luce.

## Exposiciones
El lugar de exposición del Salón y la fecha de su realización han variado según los años. La primera exposición, organizada muy rápidamente después de la creación de la Sociedad, el 10 de diciembre de 1884, bajo el nombre de Salón de invierno, se realizó en un pabellón del Grand Palais de la ciudad de París, muy cerca de los Campos Elíseos. Entre los cuadros, ahora famosos, expuestos en este primer Salón, destacan Un baño en Asnieres (Georges Seurat), el Puente de Austerlitz de (Paul Signac) y En el jardín de Luxemburgo de (Henri-Edmond Cross).
Los Salones han tenido lugar todos los años, salvo en 1885 y durante la Primera Guerra Mundial y hay tenido por otra parte algunas exposiciones excepcionales organizadas también bajo la égide de la Sociedad de los artistas independientes.
A partir de 1966, una exposición temática ha estado asociada al Salón.